# Зігфрід Ацінгер
Зігфрід Ацінгер (нім. Siegfried Atzinger; 22 жовтня 1916, Амберг — 30 березня 1954) — німецький морський офіцер, капітан-лейтенант крігсмаріне.

## Біографія
3 квітня 1936 року вступив на флот. З серпня 1941 по вересень 1942 року — командир підводного човна U-48, у вересні-жовтні 1942 року — U-262. З вересня 1942 по січень 1943 року служив у 3-й і 5-й підводних флотиліях, з серпня 1943 до березня 1945 року — у 25-й навчальній флотилії підводних човнів.

## Звання
- Кандидат в офіцери (3 квітня 1936)
- Кадет (10 вересня 1936)
- Фенріх-цур-зее (1 травня 1937)
- Обер-фенріх-цур-зее (1 липня 1938)
- Лейтенант-цур-зее (1 жовтня 1938)
- Оберлейтенант-цур-зее (1 жовтня 1940)
- Капітан-лейтенант (1 липня 1943)

## Нагороди
- Залізний хрест 2-го класу (1941)
- Нагрудний знак підводника (22 червня 1941)